# 順礼物語
『順礼物語』（じゅんれいものがたり）は寛永後期に三浦浄心が著した仮名草子、私撰和歌集。寛永中（推定1641年-1642年頃）刊本と、絵入り改題本『名所和歌物語』（めいしょわかものがたり）がある。寛永版は3巻3冊、改題版は3巻6冊。紀行文風であるが、『吾妻鏡』や、作中に「鴨長明海道路次記」として言及のある『東関紀行』からの引用が多く、掲載している和歌も出自を記した撰歌が多く、自作の和歌は少ない。幕政批判もみえる。